# Andrej Karpathy

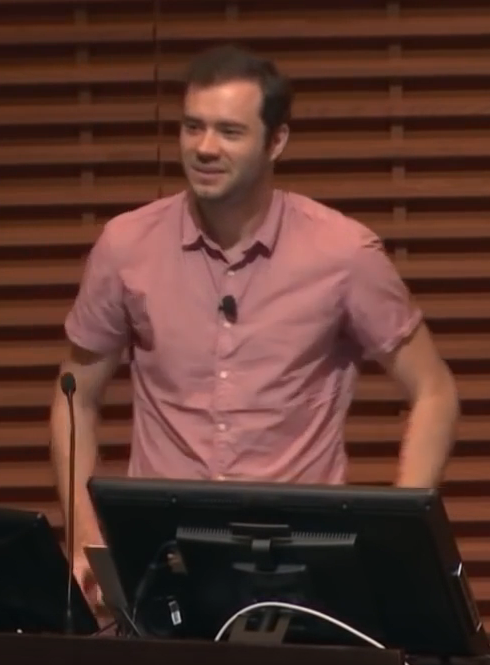
Andrej Karpathy

Andrej Karpathy (* 23. Oktober 1986 in Bratislava) ist ein slowakischer Informatiker. Er war Direktor für künstliche Intelligenz bei dem US-amerikanischen Unternehmen Tesla und leitete dort das Programm Autopilot Vision für die Entwicklung autonomer Fahrzeuge. Er ist spezialisiert auf Deep Learning und Computer Vision.

## Leben
Karpathy wurde in der Tschechoslowakei geboren und zog im Alter von 15 Jahren mit seiner Familie nach Toronto in Kanada. Er erwarb einen Bachelor in Informatik und Physik an der University of Toronto im Jahr 2009 und einen Master an der University of British Columbia im Jahr 2011. Im Jahr 2015 promovierte er an der Stanford University unter der Leitung von Fei-Fei Li, wobei er sich auf die Überschneidung von natürlicher Sprachverarbeitung und Computer Vision sowie auf dafür geeignete Deep-Learning-Modelle konzentrierte. Im September 2016 trat er OpenAI als Wissenschaftler bei, welches damals noch als Non-Profit-Organisation organisiert war. Im Juni 2017 wurde er Direktor für künstliche Intelligenz bei Tesla. Im Juli 2022 wurde bekannt, dass er Tesla verlässt. 2023 kehrte Karpathy kurzzeitig zu OpenAI zurück und arbeitete dort an GPT-4. 2024 wurde bekannt, dass er OpenAI verlässt.
Karpathy besitzt einen YouTube-Kanal, auf dem er mehrere Lehrvideos über Large Language Models veröffentlicht hat. Die Videos sind in eine technische und eine nicht-technische Themenreihe unterteilt und wurden bereits millionenfach geklickt. Am 16. Juli 2024 verkündete Karpathy, dass er die KI-Bildungsplattform Eureka Labs gegründet hat.

## Auszeichnungen
- TR35 des Technology Review (2020)[15]